# Psychiatrisch Ziekenhuis Onze-Lieve-Vrouw
Het Psychiatrisch Ziekenhuis Onzelievevrouw is een algemeen psychiatrisch ziekenhuis gelegen te Brugge in de provincie West-Vlaanderen. Het ziekenhuis is gespecialiseerd in de behandeling van verslaving, psychose, depressie en persoonlijkheidsstoornissen. Er is een afzonderlijk behandeltraject voor ouderen. De behandeling kan zowel residentieel als ambulant als outreachend.
PZ Onzelievevrouw maakt deel uit van de vzw Gezondheidszorg 'Bermhertigheid Jesu' en is partner in het Netwerk NOWE, een samenwerkingsplatform van verschillende organisaties uit de geestelijke gezondheidszorg en eerstelijnsactoren.

## Geschiedenis

### 1842 tot 1910
In 1842 richt kanunnik Petrus Maes (1806-1877) in Brugge, Kortenberg, Kortrijk en Ieper de congregatie van de zusters van de Bermhertigheid Jesu op met als doel "zich te wijden aan de zorg van de geesteszieken". In Brugge zijn deze zusters verbonden aan de krankzinnigeninrichting Sint-Juliaans in de Boeveriestraat. De zusters zijn geen gediplomeerde verzorgsters maar treden vooral godsdienstig op. Op het einde van de negentiende eeuw is de infrastructuur zo verouderd dat men in 1905 besluit om een nieuw en onafhankelijk psychiatrisch krankzinnigengesticht te bouwen. Deze zou dan uitsluitend dienen voor vrouwelijke geesteszieken. De congregatie doet beroep op de Brugse stadsarchitect Charles De Wulf (1865-1904) voor het ontwerp. Door zijn plotse overlijden nemen ze contact op met de Ieperse architect Jules Coomans (1871-1937). Hij is onder meer de ontwerper van de linkervleugel van het Provinciaal Hof te Brugge, het Maria-portaal van het Sint-Janshospitaal, de Sint-Jan de Doperkerk te Kortrijk, het postkantoor te Roeselare, het Sint-Michielsgodshuis, de kraamkliniek, het postgebouw en het stadhuis van Poperinge. De bouwwerkzaamheden starten op 8 december 1906 en op 17 augustus 1910 kunnen de eerste zieken er worden ondergebracht. Het gebouwencomplex is in neogotische baksteenstijl. Het geometrisch grondplan is eenvoudig en bestaat uit twee gebouwen links en rechts langs de kapel met daarop dwars aangekoppelde diverse vleugels in een meer sobere architectuur. Het voorgebouw is een pronkstuk waarbij een voortuin de ruimtelijkheid vormt. De centraal gelegen kapel is een kunsthistorisch unicum in Brugge.

### 1910 tot 1945

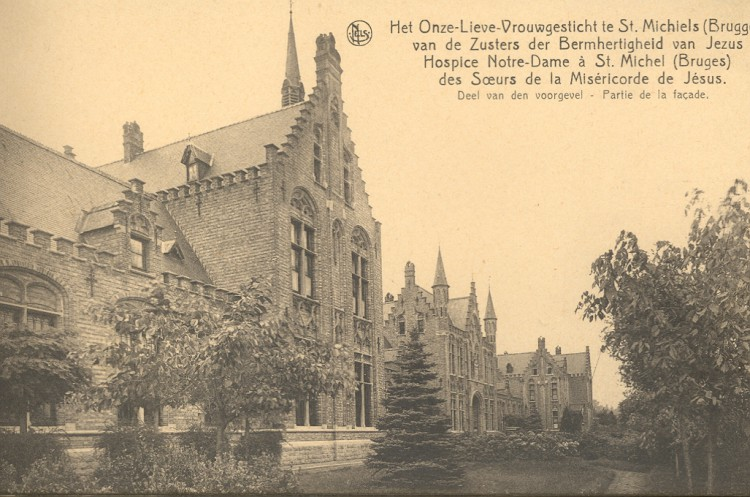

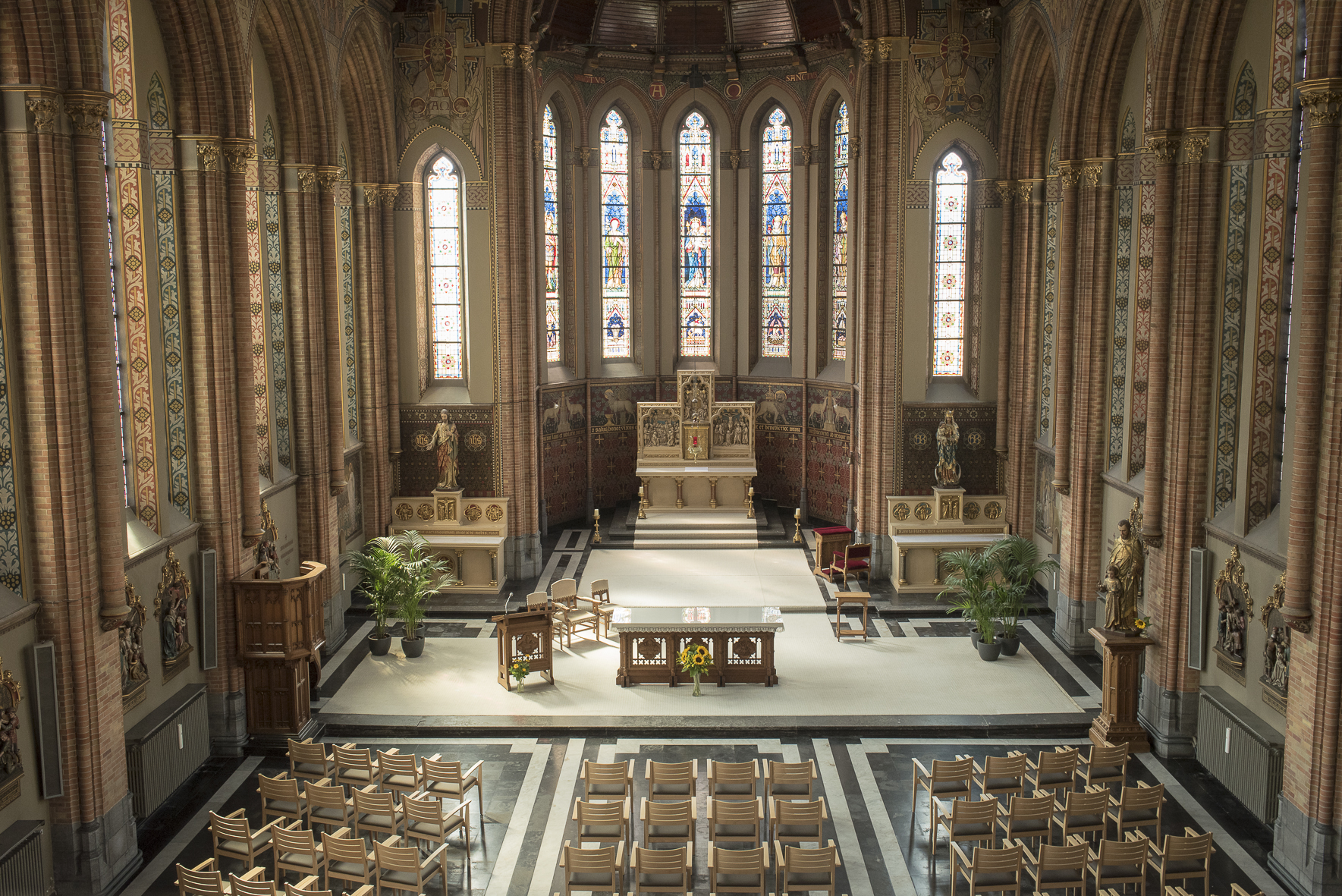
Kapel van het ziekenhuis

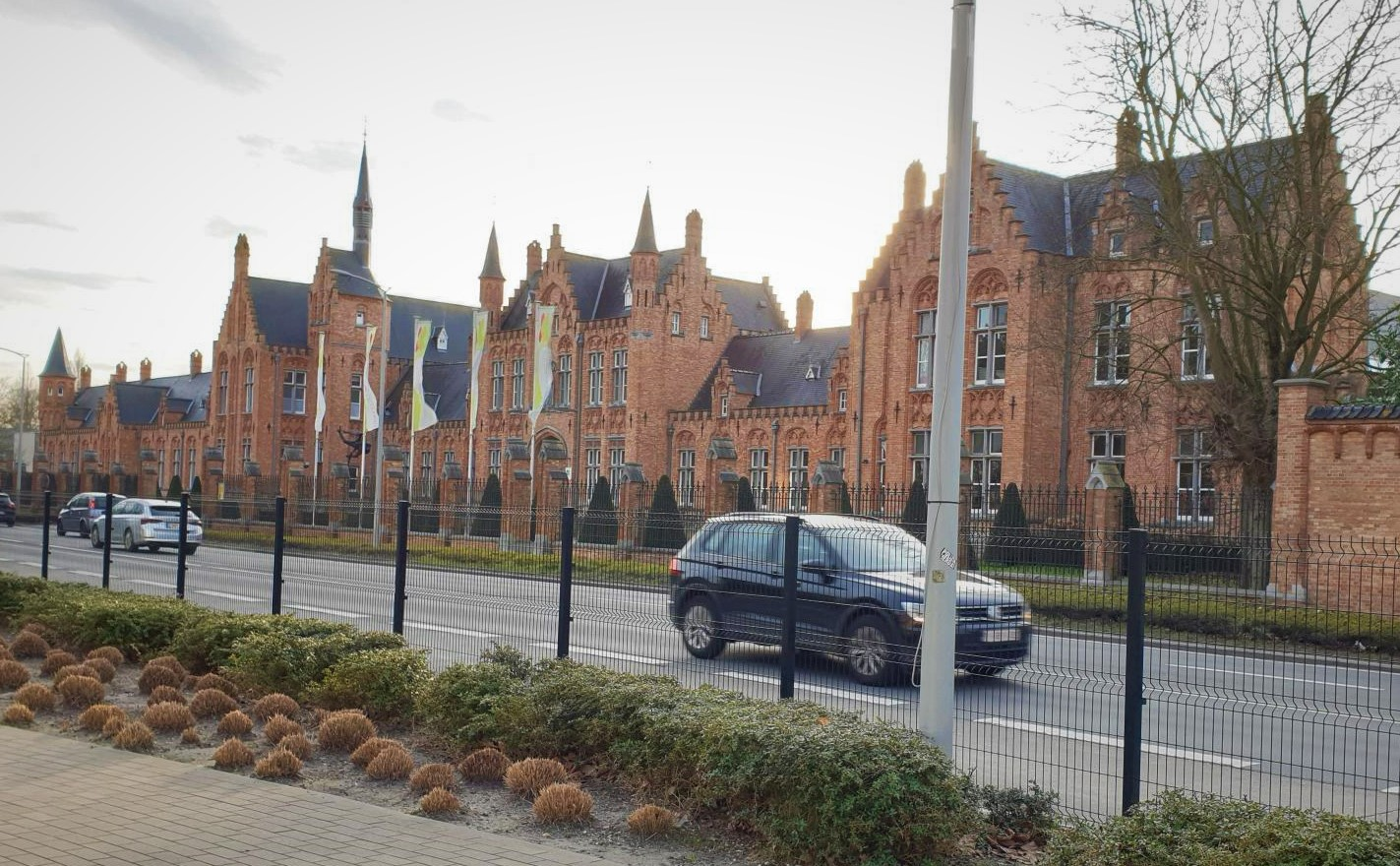

Op 17 augustus 1910 openen de deuren van de instelling voor vierhonderd vrouwelijke behoeftigen en vijftig die zelf betalen. De mannelijke patiënten blijven in Sint-Juliaans in de Boeveriestraat. In 1931 sluit Sint-Juliaans en alle mannelijke patiënten verhuizen naar een nieuwe psychiatrische instelling van de Broeders van Liefde die in 1928 in Beernem werd geopend. Op 31 december 1910 zijn er 54 personeelsleden. Een diploma 'ziekenverzorging' kan worden behaald voor een examencommissie. De behandeling van de patiënten is vooral gericht op hygiëne en actieve bezigheden. Er worden veel activiteiten georganiseerd zoals toneel, muziek en optredens. De betalenden verblijven in een andere vleugel en moeten geen huishoudelijke taken doen, het zijn 'luxepatiënten'. Op het terrein is een boerderij waar een 30-tal patiënten helpen. Michel Vanden Weghe is hoofdgeneesheer van 1925 tot 1945. Kanunnik Eugeen Tyteca is directeur van 1912 tot 1950.

### 1945 tot 1961
Albert De Haene, neuropsychiater wordt hoofdgeneesheer van 1945 tot aan zijn overlijden in 1961. Het personeel bestaat in december 1945 vooral uit zusters van de congregatie van de Bermhertigheid Jesu. De meeste geesteszieken worden ter verpleging in bed gestopt. Patiënten leven in hun pyjama in grote, nette zalen vol bedden. Het is de ambitie van Albert De Haene om het gesticht om te vormen tot een moderne kliniek. Hij droomt zelfs van een psychiatrisch dorp. Hij voert specifieke behandelingsmogelijkheden in, ziet de urgentie in van een betere infrastructuur en een betere vorming van het verzorgend personeel. Hij promoot elektroshocktherapie, psychofarmacotherapie, psychotherapie en sociotherapie. In 1948 worden er 167 patiënten behandeld met elektroshocktherapie.
Vanaf 1946 tot 1960 starten verbouwingen onder leiding van architect Jozef Lantsoght. Op 1 oktober 1948 start zuster Aleydis met de Sint-Jozefschool, een school voor ziekenoppassters van geesteszieken die onderdak krijgt in het Onze-Lieve-Vrouwegesticht. Albert De Haene, Marcel Dieryck, zuster Aleydis en zuster Rafaël geven er les. Op 30 augustus 1950 volgt André Vanlersberghe kanunnik Tyteca op als directeur.

### 1960 tot 1993
In 1960 start Hubert Ronse als adjunct van Albert De Haene. Hij geeft les in de Sint-Jozefschool binnen de muren van de instelling. Op 15 februari 1961 wordt hij erkend als specialist in de neuropsychiatrie. Een benoeming als hoofdgeneesheer, de jongste in België, volgt op 1 januari 1964. Het instellingsbeleid is vooral gericht op het verbeteren van de infrastructuur, vorming van het personeel en het invoeren van een therapeutisch klimaat. De wet Leburton van 9 augustus 1963 voorziet in een hervorming van de verplichte ziekte- en invaliditeitsverzekering. Er komt een financiële tussenkomst van de ziekteverzekering in de behandelings- en hospitalisatiekosten van geesteszieken. Dit is voor de psychiatrische instellingen een kantelmoment. Hubert Ronse wil de gesloten wereld van de intramurale psychiatrie opengooien en wil af van de betutteling van de patiënten. Een behandeling moet aangepast zijn aan het individueel psychiatrisch probleem. Groepsgesprekken, ergotherapie, creatieve therapie, ontspanning en de organisatie van het dagelijks leven moeten er voor zorgen dat patiënten een zo normaal mogelijk leven leiden. In 1962 wordt psychiater Willem Ducheyne aangeworven en in 1966 komt Hubert Schotte, psychiater-psychotherapeut in dienst. Hij wordt betrokken bij de verdere ontwikkeling van Rustenburg. In 1969 wordt internist Paul Van Eeckhoutte aangeworven. Er komen meer verpleegkundigen en ook paramedici van diverse disciplines. Samenwerken in teamverband met verschillende disciplines en met externe instanties zijn belangrijk voor hem. Er wordt samengewerkt met De Brugse Beschutte Werkplaats, het SPS, de Simileskring, het NVKVV en het VVI. In 1969 wordt de villa Duinhove te Nieuwpoort aangekocht en ingericht als vakantieverblijf. In de jaren 70 vinden teamwerking, psychotherapie en sociotherapie nog meer hun weg in de instelling. De Dienst Ontspanning (later Dienst Vrije Tijd) wordt opgestart. In 1971 worden er mannelijke patiënten opgenomen. Er worden aangepaste ergotherapeutische activiteiten opgestart. De ambulante geestelijke gezondheidszorg komt op gang en het aantal chronische patiënten probeert men te verminderen. Voor ernstig mentaal gehandicapten en demente patiënten wordt er een oplossing gezocht, mogelijks bij andere instellingen. In 1985 wordt de Therapeutische Staf opgericht. Er komen werkgroepen om tot meer specialisatie te komen. Vanaf 1989 is er een verdubbeling van het aantal opnamen. 

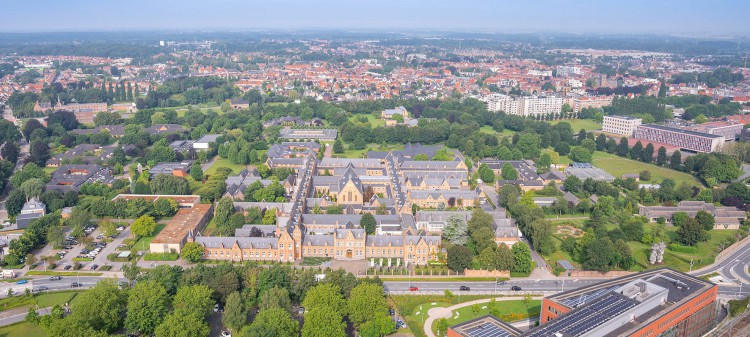

In 1966 verkoopt de congregatie een vijftal hectare grond aan het bisdom van Brugge. Het Sint-Lodewijkscollege wordt er gebouwd en in 1972 verhuist de school van de Noordzandstraat naar de nieuwe locatie te Sint-Michiels.

Bij het in gebruik nemen van een nieuwbouw wordt telkens een kunstwerk ingehuldigd. Bruggeling Paul Perneel breekt de omheiningsmuur open in 1989 en bouwt een 13 meter hoog omgevingskunstwerk. Ruwe blokken blauwe hardsteen zijn opeengestapeld in een ondiepe waterplas. Ze zijn precies lukraak op elkaar geplaatst. Ze worden bijeengehouden door metalen staven. Het werk lijkt nog in opbouw en symboliseert ziekte en herstel. Het verwijst ook naar een vernieuwde visie binnen de hulpverlening.

### 1994 tot 2010
Mario Puystjens volgt in 1994 Hubert Ronse op als hoofdgeneesheer. Zuster Thérèse Haesaert die algemeen directeur was sinds 1991 wordt in 1997 vervangen door zuster Maria Kemel. De congregatie van de Bermhertigheid Jesu deelt in 1998 mee dat ze voor het Psychiatrisch Ziekenhuis Onze-Lieve-Vrouw naar een lekenbestuur wenst over te gaan. Een overkoepelende vzw Gezondheidszorg 'Bermhertigheid Jesu' wordt op 28 augustus 1999 opgericht. Op 1 januari 2000 dragen de Zusters van de Bermhertigheid Jesu de exploitatie over aan de nieuwe overkoepelende vzw Gezondheidszorg 'Bermhertigheid Jesu'. 

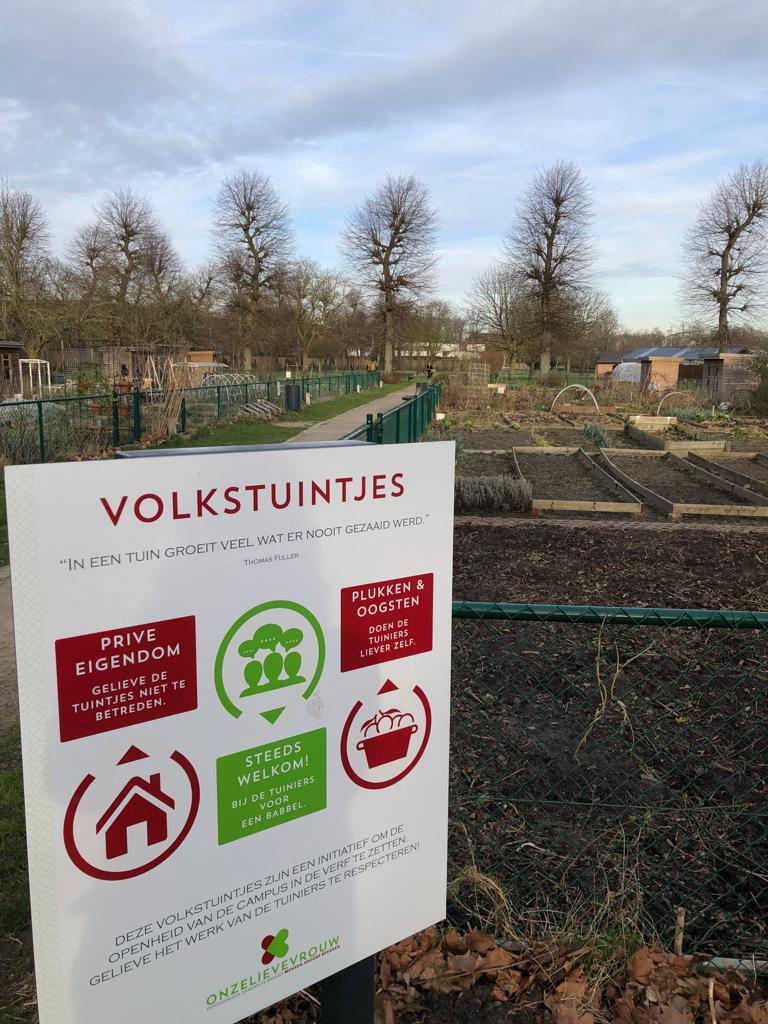
volkstuintjes

### 2011 tot 2021
In 2011 wordt in het kader van de vermaatschappelijking van de zorg het Netwerk Nowe opgericht samen met verschillende zorgactoren in de regio Noord-West-Vlaanderen. Het netwerk bundelt de krachten om de hulpverlening voor volwassenen met een psychische kwetsbaarheid te optimaliseren. Om dit doel te bereiken wordt het bestaande residentiële en ambulante aanbod aangevuld met gespecialiseerde behandeling in de thuiscontext. PZ Onzelievevrouw bouwt hiervoor bedden af om de vrijgekomen middelen te investeren in mobiele teams.
In 2015 wordt Marc Vermeire directeur. Hilde Vanderheyden wordt hoofdarts in 2016.
Om de openheid van het domein kracht bij te zetten, komen er In 2017 volkstuintjes en een openbaar fietspad.
In 2019 staat PZ Onzelievevrouw mee aan de wieg van Covias, in 2020 aan Het Huis met Vele Kamers.
Het kunstwerk van Peter Rogiers "Kolibrie" tooit de voorgevel van PZ Onzelievevrouw. Het dynamisch werk stelt een dansende, menselijk figuur voor in een moment van geconcentreerde (in)spanning. Het symboliseert veerkracht, buigzaamheid onder grote last. Het is een beweging die het ziekenhuis maakt in de sprong naar een moderne geestelijke gezondheidszorg.

### 2022 - heden
In 2022 hertekent de vzw Gezondheidszorg 'Bermhertigheid Jesu', waar PZ Onzelievevrouw deel van uitmaakt, de organisatie- en directiestructuur. De VZW is actief in diverse netwerken en projecten én verantwoordelijk voor 6 andere voorzieningen, met bijna 1300 betrokken medewerkers en 26 artsen:
- Psychotherapeutisch Centrum Rustenburg in Brugge
- Centrum voor Psychische Revalidatie Inghelburch in Brugge
- PVT de Brugghe in Brugge
- Psychiatrisch Ziekenhuis Heilig Hart in Ieper
- Psychiatrisch Verzorgingstehuis Het Tempelhof in Ieper
- Centrum voor Psychische Revalidatie Hedera in Ieper

Directieleden:
- Herman Roose, algemeen directeur vzw Gezondheidszorg 'Bermhertigheid Jesu'
- Kris De Vos, facilitair en IT-directeur vzw Gezondheidszorg 'Bermhertigheid Jesu'
- Wouter Sadonis, financieel-administratief directeur vzw Gezondheidszorg 'Bermhertigheid Jesu'
- Lieve Vermeire, HR-directeur vzw Gezondheidszorg 'Bermhertigheid Jesu'
- Koen Lefevre, regiodirecteur Brugge vzw Gezondheidszorg 'Bermhertigheid Jesu'

In PZ Onzelievevrouw werken zij nauw samen met directeur zorg Inge Vanthuyne en hoofdarts Sam Deltour.

## Infrastructuur

#### Infrastructuur in de jaren 60
- 1960-1961: Sint-Aloysius, een afdeling voor oligofrenen (mensen met een verstandelijke beperking)
- 1960-1961: Sint-Antonius, een afdeling voor chronische schizofrenen
- 1960-1661: centrale werkplaats
- 1961: feest- en bioskoopzaal met 600 plaatsen
- 1961: zaal voor gymnastiek en bewegingstherapie
- 1962: home voor het verplegend personeel
- 1962: refter voor leerlingen - verpleegsters
- 1963: refter voor dienstpersoneel
- 1966: herinrichting van de afdeling Sint-Augustinus (90 bedden)
- 1967: herinrichting Sint-Marie (75 bedden)
- 1968: herinrichting observatieafdeling, ergotherapiegebouw en bouw van nieuwe stookhal

#### Infrastructuur in de jaren 70
- 1970: nieuwe opnameafdeling wordt in gebruik genomen

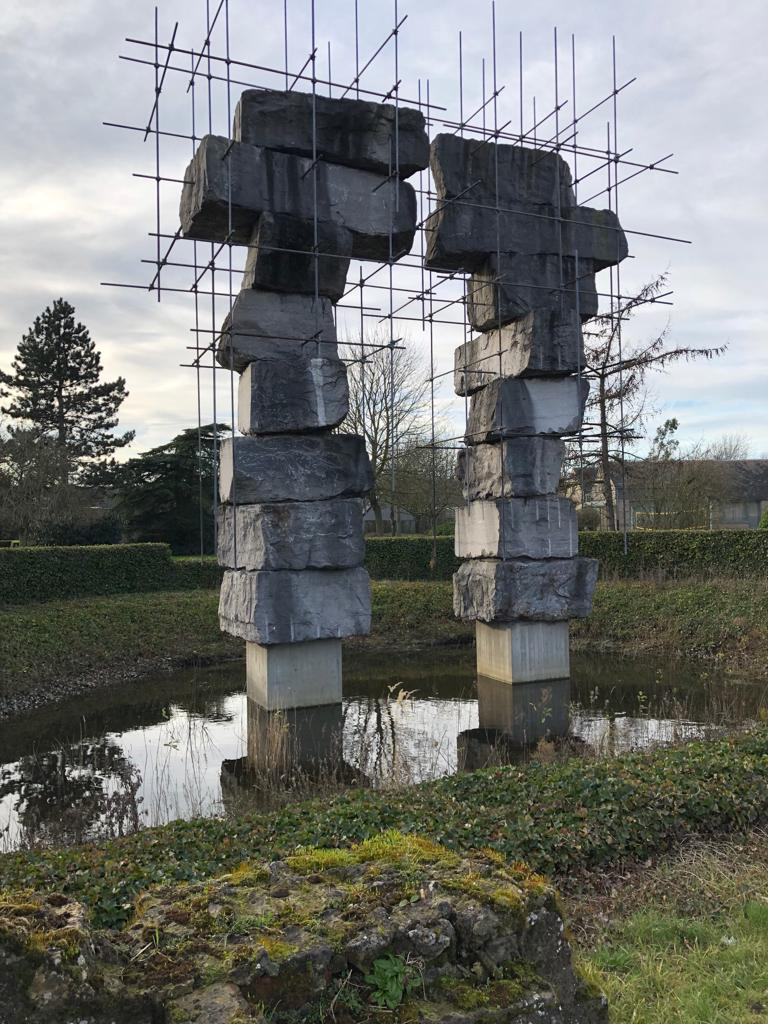
De Open Poort - Paul Perneel - 1990

- De Open Poort - Paul Perneel - 19901977: afbraak van de afdeling Sint-Aloysius
- 1973: turnzaal voor bewegingstherapie, afdeling voor kinesitherapie en overdekt zwembad
- 1975: voetbalterrein
- 1975: sociaal centrum met cafetaria
- 1978: onthaalcentrum

#### Infrastructuur in de jaren 80
- 1983: dagcentrum 2
- 1983: afbraak boerderijpoort om de bereikbaarheid voor brandweerwagens te verhogen
- 1984: herinrichting Sint-Monica, afdeling voor dementerende bejaarden
- 1985: magazijn en kapsalon
- 1985: minigolf met 10 holes
- 1987: dagcentrum 1 wordt in nieuwe lokalen ondergebracht
- 1988: opnamedienst voor verslaafdenzorg
- 1989: dagkliniek en kunstwerk 'de Open Poort'

#### Infrastructuur vanaf 1994
- 1994: grootkeuken
- 1997: nieuwbouw Psychiatrisch Verzorgingstehuis Sint-Augustinus op het terrein van het ziekenhuis en met een aparte toegang vanuit de Hoog-Brabantlaan. Het is bestemd voor gestabiliseerde patiënten met weinig vooruitzichten op zelfstandig wonen.[7]
- 2000: nieuwbouw Afdeling 22 voor behandeling van psychotische patiënten
- 2002: nieuwbouw Afdeling 32 voor opname en behandeling ouderenpsychiatrie
- 2002: restauratiewerken van het voorgebouwPVT Sint-Augustinus - nieuwe naam: PVT de Brugghe

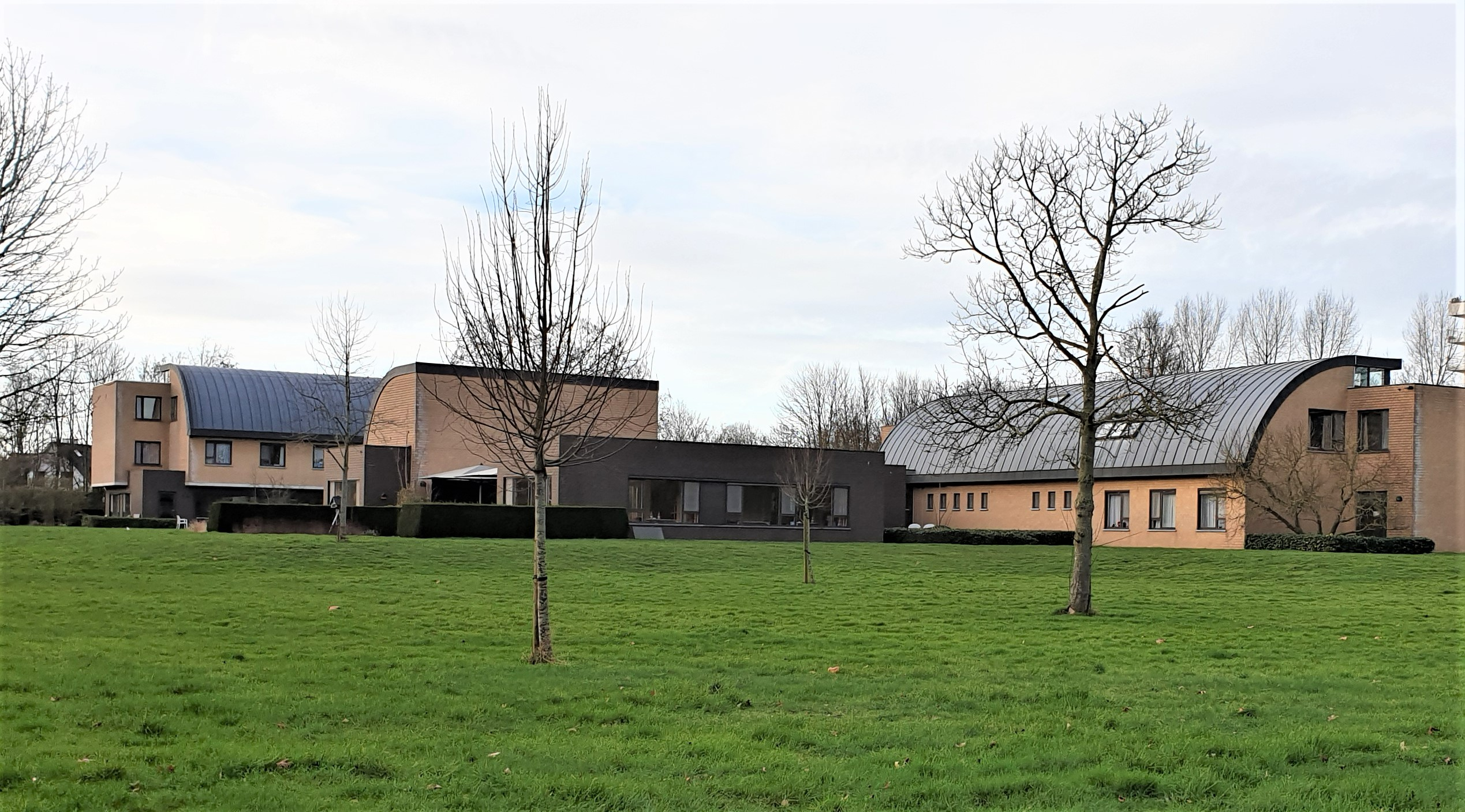
PVT Sint-Augustinus - nieuwe naam: PVT de Brugghe

- 2004: verbouwing Medische Dienst en therapiecentrum Kliniek 3
- 2005: nieuwbouw Afdeling 51 voor intensieve psychiatrische behandeling
- 2007: renovatie van de cafetaria
- 2009: nieuwbouw Afdeling 31 voor opname en behandeling ouderenpsychiatrie
- 2009: modernisering van het bewegingscentrum
- 2010: verbouwing van Afdeling 21 voor opname psychotische patiënten

#### Infrastructuur vanaf 2011
- 2013: verbouwing afdeling X
- 2013: verbouwing leegstaande Andreasvleugel
- 2014: aankoop en verbouwing aangrenzend woonhuis voor de huisbewaarder
- 2014: verbouwingswerken cluster Kliniek 4
- 2014: verbouwing 6 kamers in het internaat
- 2017: bouw van 5 studio's op de campus
- 2017: ingebruikname van afdeling 41, residentiële afdeling voor mensen met een depressie en/of persoonlijkheidsstoornis
- 2019: vernieuwde afdeling voor residentiële behandeling voor mensen met een verslaving
- 2020: verbouwing van het Huis Met Vele Kamers in de Oostmeers te Brugge
- 2020: inrichting van een tijdelijke High Intensive Care Unit op de gesloten afdeling 51
- 2020: opstart derde fase in het Campuswonen, oude conciërgewoning wordt omgebouwd tot groepswoning voor 3 bewoners
- 2020: verbouwing en inrichting van een Therapiecentrum voor mensen met een psychotische kwetsbaarheid

## Behandelaanbod
Het psychiatrisch ziekenhuis Onzelievevrouw is gespecialiseerd in de behandeling van mannen en vrouwen vanaf 16 jaar met psychiatrische problemen.

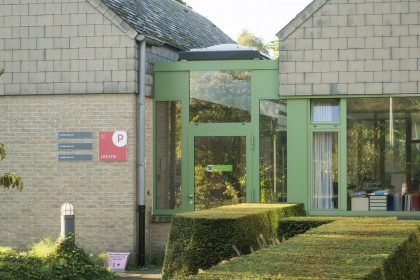
afdeling 10

|                                | residentiële afdeling | dagafdeling |
| ------------------------------ | --------------------- | ----------- |
| verslavingsproblematiek        | afdeling 11           | afdeling 10 |
| psychotische problematiek      | afdeling 21 en 23     | afdeling 20 |
| persoonlijkheidsstoornissen    | afdeling 41 en 42     | afdeling 40 |
| intensieve psychiatrische zorg | afdeling 51 en 52     |             |
| ouderenpsychiatrie             | afdeling 32           | afdeling 30 |
|                                |                       |             |

## Overzicht hoofdgeneesheren en directeurs
|              | Hoofdgeneesheer     |
| ------------ | ------------------- |
| 1945 - 1961  | Albert De Haene     |
| 1964 - 1994  | Hubert Ronse        |
| 1994 - 2006  | Mario Puystjens     |
| 2006 - 2013  | Françoise Verfaille |
| 2013 - 2016  | Carmen Leclercq     |
| 2016 - 2022  | Hilde Vanderheyden  |
| 2023 - heden | Sam Deltour         |

|              | Directeur                |
| ------------ | ------------------------ |
| 1912 - 1950  | Kanunnik Eugeen Tyteca   |
| 1950 - 1967  | André Vanlersberghe      |
| 1967 - 1982  | Zuster Tharcisia Nuttin  |
| 1991 - 1997  | Zuster Thérèse Haesaert  |
| 1997 - 1999  | Zuster Maria Kemel       |
| 1999 - 2014  | Vera Lambert (1ste leek) |
| 2014 - 2015  | Hilde Dierickx           |
| 2015 - 2022  | Marc Vermeire            |
| 2022 - 2025  | Koen Lefevre             |
| 2025 - heden | Inge Vanthuyne           |